# 5485 Kaula
5485 Kaula (1991 RQ21) là một tiểu hành tinh vành đai chính được phát hiện ngày 11 tháng 9 năm 1991 bởi H. E. Holt ở Palomar.